# Chinasi del linfoma anaplastico
La chinasi del linfoma anaplastico (ALK dall'inglese Anaplastic lymphoma kinase), conosciuta anche come recettore tirosin-chinasico ALK (ALK tyrosine kinase receptor) o CD246, è un recettore tirosin chinasico transmembrana umano codificato dal gene ALK.
Questo gene, posizionato sul cromosoma 2, gioca un ruolo importante nello sviluppo cerebrale e in generale nello sviluppo neuronale del sistema nervoso centrale.
Riarrangiamenti, mutazioni o amplificazioni del gene ALK sono spesso associati con l'insorgenza di tutta una serie di tumori quali il neuroblastoma, il linfoma a grandi cellule anaplastico e il tumore del polmone non a cellule piccole (NSCLC). In particolare la formazione di geni di fusione può portare alla deregolazione dell’Anaplastic lymphoma kinase innescando un processo di tumorigenesi, difatti il gene di fusione ALK /EML4 risulta essere responsabile di circa il 3-5% dei NSCLC.
Negli ultimi anni l'ALK è stata utilizzata come bersaglio molecolare in terapie antitumorali anche grazie allo sviluppo di specifici farmaci inibitori di ALK come Crizotinib, Ceritinib o altri inibitori tirosin chinasici.